# Stadsautoweg

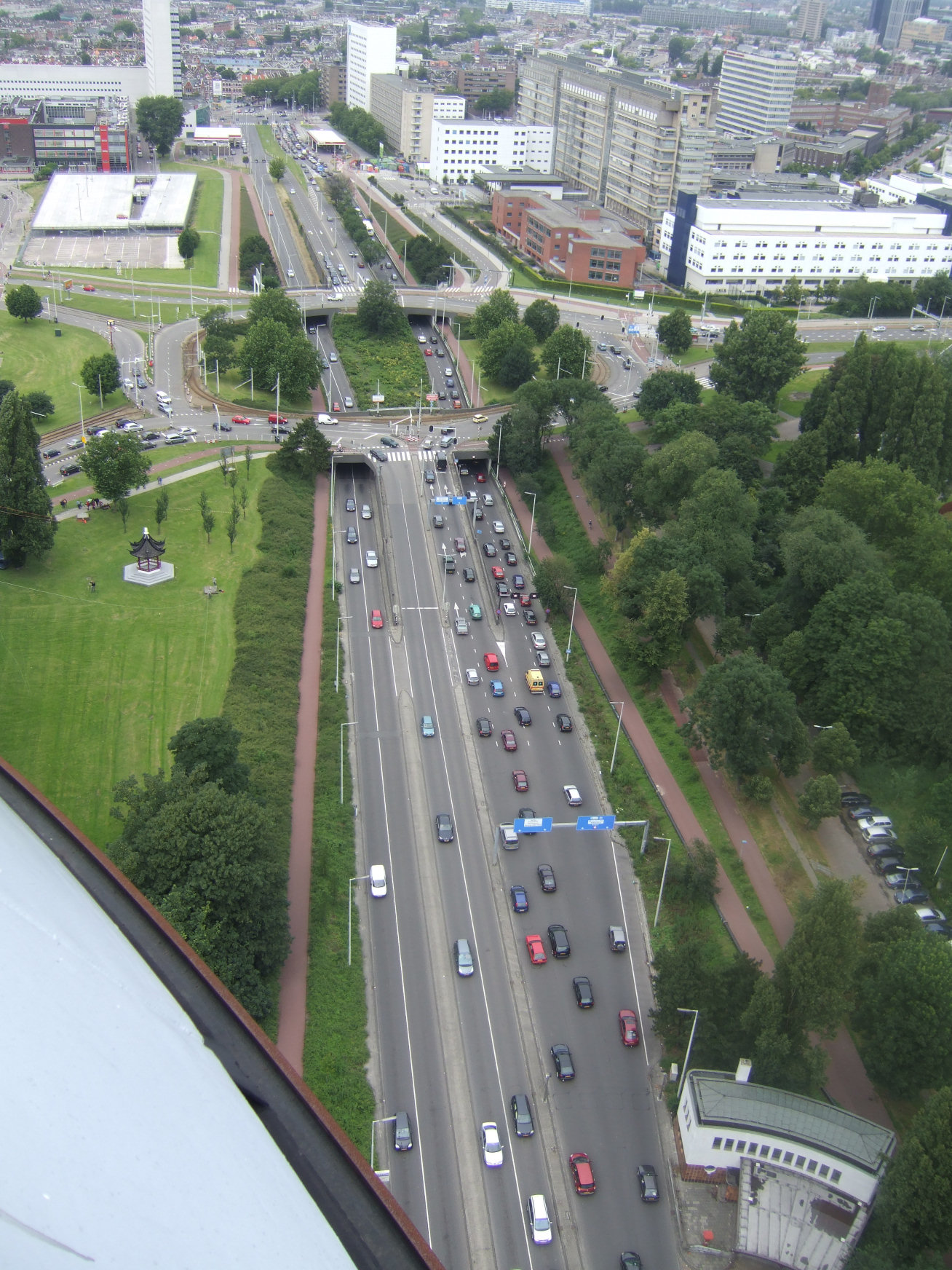
Maastunneltraverse in Rotterdam

Een stadsautoweg (of stadsautosnelweg) is een weg die zich onderscheidt als een druk bereden meerstrooksweg met voornamelijk de functie van een stroomweg die soms snelwegen met elkaar verbindt, soms een snelweg of autoweg (geweest) is en vaak dwars door bewoonde kernen gaat.
Een stadsautoweg komt in Nederland voor in een aantal vormen door de continue verandering van het wegennet in Nederland. Stadsautowegen hebben een of meer van de volgende kenmerken:
- Een stadsautoweg ligt vaak in middelgrote en grote steden, agglomeraties en grote industriegebieden.
- De weg is aangelegd om grote stromen verkeer op te vangen die zowel de functies doorgaand als bestemmingsverkeer op te vangen.
- Stadsautosnelwegen zijn vaak nieuw aangelegd als alternatief voor routes door oude straten en wegen van een stad, of over gedempte singels.
- Vele van deze soort wegen zijn voorlopers op autosnelwegen rondom een stad die zijn aangelegd doordat de stadsautosnelweg op een aantal punten niet meer voldeed (zoals de Waterlinieweg in Utrecht). Het merendeel van de stadsautowegen in Nederland is na de aanleg van een (parallelle) snelweg weer in rang verlaagd naar een wegsoort die minder capaciteit biedt en niet meer wordt aangemerkt als doorgaande route.
- Stadsautowegen zijn voornamelijk autowegen of autosnelwegen (maar er zijn uitzonderingen, zoals de Utrechtse Catharijnebaan) en zijn voorzien van twee rijstroken per richting. Ook hebben ze vaak afslagen zoals we deze kennen van autosnelwegen, meestal echter in combinatie met verkeerslichten op gelijkvloerse kruispunten.
- Om het verkeer zo veel mogelijk door te laten stromen zijn vaak kunstwerken (tunnels, viaducten) aangelegd. Bij voormalige stadsautowegen is vaak enkel aan deze 'oude' kunstwerken te zien dat dit een weg was van deze categorie.

## Verdwijnen
Door politieke keuzes en wensen enerzijds en door technische ontwikkelingen anderzijds verdwijnen steeds meer stadsautowegen uit Nederland. Stadsautowegen die hun oorspronkelijke functie verloren hebben, worden vaak teruggebracht tot gebiedsontsluitingswegen om het doorgaande verkeer niet meer te stimuleren van deze weg gebruik te maken. De wegbeheerder verbouwt deze weg dan vaak zo dat de weg meer geïntegreerd raakt met kruisende wegen. Ongelijkvloerse afslagen worden verbouwd tot kruispunten (eventueel met verkeerslichten), rotondes worden aangelegd, het aantal rijstroken wordt teruggebracht en de maximumsnelheid wordt teruggebracht.

## Voorbeelden

### België
- Brugge: De N31 is een stadsautoweg geworden; de route doorkruist het stedelijk gebied en heeft veel verdiepte stukken gekregen.
- Brussel: Delen van de Kleine Ring en de toevoerwegen (zoals de Jubelparktunnel) daarvan vertonen veel stadsautowegkenmerken, veel kruisingen zijn vervangen door tunnels om doorstroming op hoofdroutes te verkrijgen.
- Luik: Voordat de snelweg om Luik gereed kwam reed het doorgaande verkeer tussen Maastricht en Luxemburg over trajecten aan weerszijden van de Maas. Vooral richting Luxemburg kenmerkt dit traject zich door de vele tunnels en bruggen.

### Nederland
- Amsterdam (Noord): De Nieuwe Leeuwarderweg (s116), die het centrum van Amsterdam met Noord en de Ringweg A10 en wegen ten noorden daarvan verbindt.
- Amsterdam (Zuidoost): De Gooiseweg, die Amsterdam-Oost met Zuidoost verbindt via Diemen-Zuid.
- Amstelveen: De Beneluxbaan.
- Den Haag: De Utrechtsebaan is het begin van de A12 in Den Haag en is daar ondanks de "A" geen echte autosnelweg maar een stadsautoweg. De maximumsnelheid, vluchtstroken, uitritten en strookbreedtes zijn in lijn met het stadse karakter.
- Rotterdam: Maastunneltraverse: Voordat de Van Brienenoordbrug (A16) en de Beneluxtunnel (A4) gereedkwamen vormde deze route de verbinding tussen de A13 (richting Den Haag) en de A16 (richting Dordrecht).
- Breda: De Zuidelijke Randweg was voorheen de verbinding tussen A16 en A27 voordat de A58 tussen Knooppunt Sint-Annabosch en Knooppunt Galder werd doorgetrokken in 1989.
- 's-Hertogenbosch: De A2 vanuit Utrecht richting Eindhoven ging voor de omlegging dwars door de stad, langs station 's-Hertogenbosch.
- Eindhoven: De afslag op de A2 richting Centrum/Evoluon (Tilburgseweg) was voorheen onderdeel van de rijksweg richting Tilburg maar is door verdere bouw van de randweg Eindhoven gedegradeerd tot afslag. De weg heeft nog steeds alle kenmerken van een snelweg.
- Eindhoven: De John F. Kennedylaan is een deels verdiepte 2+2-weg met ongelijkvloerse kruisingen die randweg en ringweg verbindt en de wijken eromheen ontsluit.